# Вёска (Скоблевский сельский округ)
Вёска — деревня в Переславском районе Ярославской области.

## География
Находится в южной части Ярославской области на расстоянии приблизительно 23 км на восток по прямой от районного центра города Переславль-Залесский.

## История
Деревня была отмечена еще на карте 1808 года. В 1859 году здесь (деревня Переславского уезда Владимирской губернии) было учтено 30 дворов, в 1941 — 63. До 2018 года входила в состав Рязанцевского сельского поселения.

## Население
Численность населения: 181 человек (1859 год), 4 (русские 100 %) в 2002 году, 7 в 2010.

### Известные жители
- Философов, Александр Александрович (1924—1984) — командир взвода в Великой Отечественной войне, Герой Советского Союза (1945).